# سبخة آرزيو
سبخة آرزيو  أو كما يطلق عليها الملح نسبة للملح المستخرح منها ، من أشهرالبحيرات المالحة بولاية وهران وتقع بإقليم آرزيو كما تضم أيضاأ جزاء من ولاية معسكر وتعد من بين المواقع المدرجة في إتفاقية رامسار 12 ديسمبر 2004 وتتربع على مساحة 5788 هآ

## جغرافيا

### الخصائص الفيزيائية
يتألف المستجمع المائي من أكوام الرياح مع الجبس ، ويتدفق منه 10000 متر مكعب يحمله وديان رئيسيان: شعبة عيسى وشعبة جانال.

### مناخ

#### حرارة
تقع في المرحلة المناخية الحيوية شبه القاحلة مع هطول الأمطار السنوي بين 300 و 400 ملم و T ° مع 9 درجات لشهر يناير ، أبرد شهر ، و 32 درجة في أوت، أكثر الشهور حرارة.

#### تساقط
يبلغ متوسط هطول الأمطار 607 ملم في السنة. أكثر الشهور أمطارا هو نوفمبر ، مع 121 ملم من الأمطار ، والأكثر جفافا هو أغسطس ، بمعدل 1 ملم.

## وصف

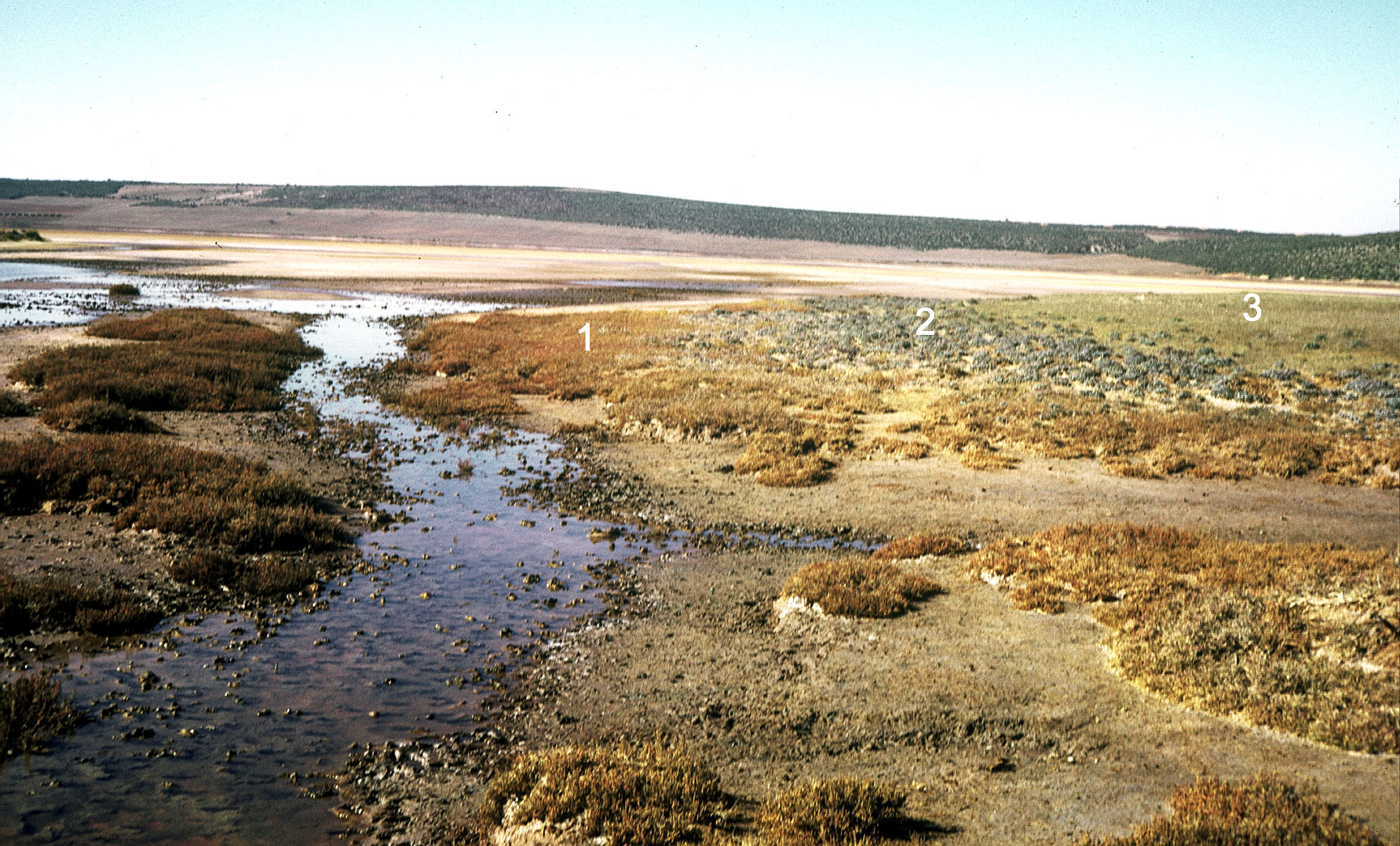
Arzew salines 1975

تعد السبخة أو البحيرة أرض رطبة مالحة تشكل جزءًا من مجمع الأراضي الرطبة بغرب الجزائر ، والذي يضم مستنقعات ومياه مالحة وبحيرات قليلة الملوحة. تقع على الطريق الغربي لطريق البحر الأبيض المتوسط / البحر الأسود ، تستضيف الملاحات 29 نوعًا خلال هجرات الخريف والربيع ، و 37 نوعًا شتويًا بما في ذلك shelducks الشائعة والرودية ، وطيور الفلامنجو الكبيرة وأوزة greylag.
تستفيد الطيور من المياه المفتوحة والقصب والموائل الرملية. تشمل النباتات المحبة للملوحة نسبيًا نخيل Chamaerops humilis وقصب Juncus و Suaeda sea blites وبعض شجيرات Tamarix.
يلعب الموقع دورًا في تغذية المياه الجوفية والاحتفاظ بالرواسب. بصرف النظر عن المستوطنات البشرية وتربية المحاصيل والثروة الحيوانية ، لم يتم تحديد أي تهديد خاص. لا يحتوي موقع رامسار على خطة إدارة ، ولكن يتم تنفيذ بعض تدابير الحفظ الرئيسية ومراقبة الطيور. تُستخدم المنطقة لزيادة الوعي في مناسبات مثل اليوم العالمي للأراضي الرطبة.

## صناعة

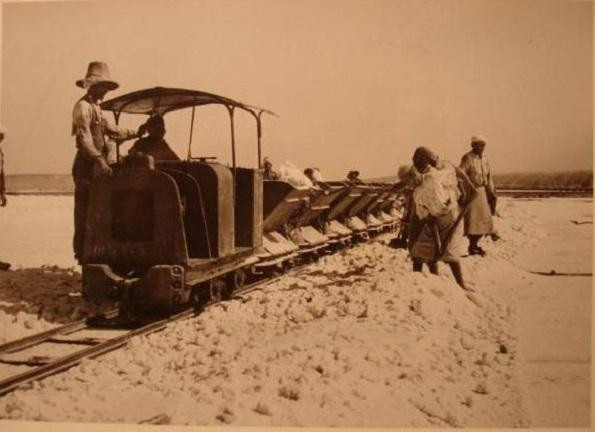
إستخراج الملح عام 1925

## معرض صور

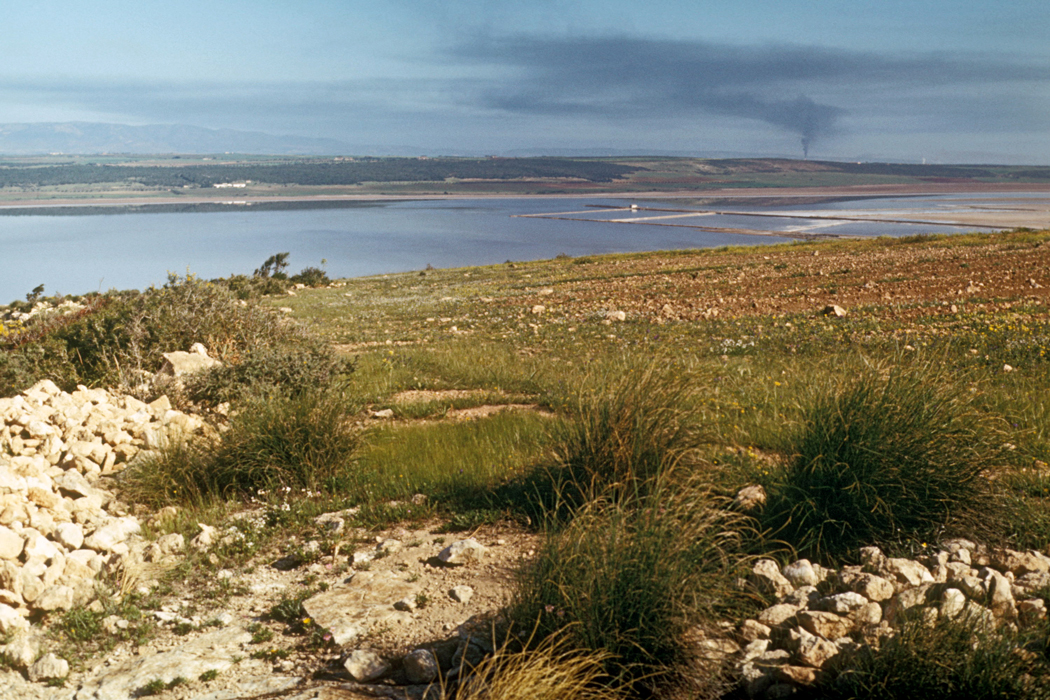
سبخة آرزيو
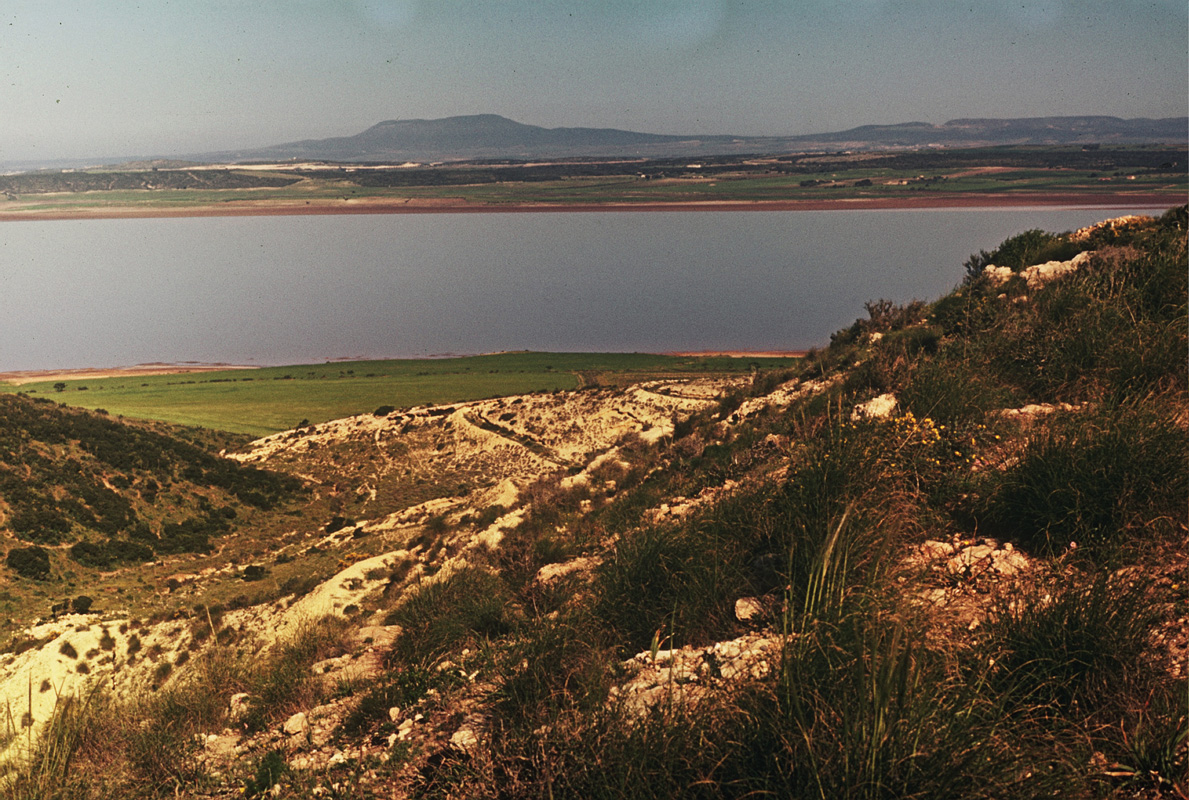

## وصلة خارجية
- Les Salines d Arzew (Wilayas d Oran et Mascara)[3]